# Vladislau II de Bohèmia
Ladislau o Vladislau Jagelló (Cracòvia, 1 de març de 1456 - Budapest, 13 de març de 1516), fou Rei de Bohèmia (1471 - 1516) i d'Hongria (1490 - 1516). Fou fill de Casimir IV de Polònia i d'Isabel d'Habsburg i Luxemburg. Succeí a Jordi de Poděbrady al tron de Bohèmia i a Maties Corví al tron hongarès, després de vèncer en la Guerra de Successió Hongaresa perdent els territoris que havia guanyat Maties Corví a Frederic III del Sacre Imperi Romanogermànic durant la guerra austro-hongaresa, ambdós amb el numeral de Ladislau II. Es casà en primer núpcies amb Beatriu d'Aragó, de la que es divorcià, casant-se en segones núpcies amb Anna de Candale, amb qui va tenir dos fills:
- Anna d'Hongria: (1503 - 1547), casada amb l'Arxiduc d'Àustria Ferran I d'Habsburg, futur rei consort d'Hongria i Bohèmia i Emperador germànic.
- Lluís II d'Hongria: (1506 - 1526), casat amb Maria d'Habsburg, Rei de Bohèmia i Hongria.

Estranger en els seus dos regnes, fou dominat per la noblesa i va haver d'afrontar nombroses sublevacions de la burgesia i els camperols, sobretot l'any 1515, de manera que firmà una aliança amb l'emperador Maximilià I d'Habsburg, amb el qual en el futur els seus regnes quedarien sota influència dels Habsburg, ja que feu casar els seus dos fills amb nets de l'emperador germànic.